# Groep 2-organometaalchemie
Alle elementen in groep 2 vormen organometaalverbindingen. Organomagnesiumverbindingen komen veel voor en worden toegepast onder de naam grignard-reagens, terwijl de andere verbindingen in deze groep vooral van academisch belang zijn. De elementen in groep 2 zijn de aardalkalimetalen.

## Eigenschappen
De scheikunde van de elementen uit groep 2 van het periodiek systeem lijkt veel op die uit groep 12 omdat s-orbitaal van de elementen in beide groepen vol zijn. In beide groepen worden ook valentie 2 en oxidatietoestand +II aangetroffen. Alle elementen in groep 2 zijn ten opzichte van koolstof elektropositief. De atoomstraal neemt toe naarmate het atoomnummer toeneemt, wat resulteert in een steeds meer ionogeen karakter van de binding tussen koolstof en metaal, hogere coördinatiegetallen en sterkere bindingen met liganden.
Voor besloten wordt of een verbinding tot de organometalen behoort, dient daarom ook te worden gekeken naar het type binding tussen metaal en het koolstofdeel van de verbinding: ionaire of covalente binding. In verband met dit laatste worden de cyaniden en de carbiden, met als bekendste voorbeeld calciumcarbide, niet tot de organometaalverbindingen gerekend.
Veel dialkylverbindingen van groep-2-elementen zijn als kristallijn polymeer bekend en kunnen, net als trimethylaluminium, beschreven worden met 3-centra-2-elektronbindingen. In de gasfase worden monomeren aangetroffen.
De metallocenen van deze groep passen niet in het standaard beeld van de metallocenen: bis(cyclopentadienyl)beryllium of berylloceen heeft een dipoolmoment van 2,2 D, wat op geen enkele manier te rijmen is met de klassieke beschrijving van de metallocenen met twee liganden met een hapticiteit van 5. Bij klassieke metallocenen valt het centrum van de positieve lading op het metaalion samen met het zwaartepunt van de negatieve lading op de cyclopentadienyl-liganden. De verbinding vormt in plaats daarvan een zogenaamde sandwichverbinding, waarbij de ene cyclopentadieenring een hapticiteit van 5 heeft en de ander van 1. Magnesoceen is een normaal metalloceen, maar bis(pentamethylcyclopentadienyl)calcium is een geknikt molecuul met een hoek van 147°. De hoek neemt bij de zwaardere elementen in de groep nog toe.
Behalve de verbindingen met een formeel oxidatiegetal van +II voor de metalen, zijn er ook verbindingen beschreven met +I als oxidatiegetal: naast binding aan koolstof is er ook een directe metaal-metaal-binding aanwezig.

## Synthese
Er zijn drie manieren voor de synthese van de groep-2-organometaalverbindingen:
- Metathese:

{\displaystyle \mathrm {MX_{2}\ +\ 2\ RY\longrightarrow \ MR_{2}\ +\ 2\ YX} }
- Transmetallatie:

{\displaystyle \mathrm {MR_{2}\ +\ M'\longrightarrow \ M'R_{2}\ +\ M} }
- Manipulatie van het Schlenk-evenwicht van de organometaalhalogeniden:

{\displaystyle \mathrm {2\ RMX\longrightarrow \ MR_{2}\ +\ MX_{2}} }
Een voorbeeld van dit laatste is te vinden bij de synthese van dimethylmagnesium.

## Verbindingen

### Organoberylliumverbindingen
De organoberylliumchemie is alleen van academisch belang, grotendeels door zowel de hoge kostprijs als de giftigheid van beryllium en de verbindingen daarvan, zoals berylliumchloride. Voorbeelden van beschreven organoberylliumverbindingen zijn dineopentylberyllium, berylloceen en diallylberyllium.

### Organomagnesiumverbindingen
Organomagnesiumverbindingen komen veel voor. Ze staan vooral bekend als grignard-reagentia. De vorming van alkyl- of arylmagnesiumhalogeniden uitgaande van metallisch magnesium en een alkyl- of arylhalogenide verloopt via een transfer van één elektron naar het antibindende moleculaire orbitaal tussen koolstof en het halogeen. Voorbeelden van Grignard-reagentia zijn fenylmagnesiumbromide, ethylmagnesiumbromide en allylmagnesiumbromide.
Behalve de grignard-reagentia is magnesiumanthraceen, waarin het magnesiumatoom een 1,4-brug over de centrale ring vormt, een bekende bron van zeer reactief magnesium. Verder is ook butadieenmagnesium, een adduct van magnesium met 1,3-butadieen bekend als bron van butadieendianionen.

### Organocalciumverbindingen
Calcium, het volgende element is deze groep, is niet giftig en ook goedkoop, maar het is moeilijk er organocalciumverbindingen mee te maken. Voor de elementen nog lager in het periodiek systeem geldt dat in nog sterkere mate.
Bekende organocalciumverbindingen zijn:
- cyclopentadiënylcalcium(I) 
 Calcium is hierin eenwaardig.[14]
- biscyclopentadiënylcalcium 
 Alleen bij lage temperatuur stabiele verbinding die ontstaat bij de directe reactie tussen cyclopentadieen of mercuroceen HgCp2 en calcium.[15]
- bispentamethylcyclopentadiënylcalcium 
 In tegenstelling tot de verbinding met de 'kale' cyclopentadienylringen is deze verbinding kinetisch veel stabieler, beter oplosbaar en ook vluchtiger.[15]
- bis(allyl)calcium.[16] De binding in deze laatste kan beschreven worden met η3. Het ontstaat door een metathesereactie van allylkalium en calciumjodide als een stabiel en niet-pyrofoor wit poeder:

{\displaystyle \mathrm {2\ KC_{3}H_{5}\ +\ CaI_{2}\longrightarrow \ Ca(C_{3}H_{5})_{2}\ +\ 2\ KI} }

### Organostrontiumverbindingen
Organostrontiumverbindingen zijn beschreven als intermediairen in barbierachtige reacties. Deze verbindingen zijn verder niet belangrijk.

### Organobariumverbindingen
Organobariumverbindingen van het type allylbariumchloride zijn bekend en kunnen via geactiveerd barium met allylhalogeniden bij −78 °C worden bereid. De volgreactie van deze allylbariumverbindingen met carbonylverbindingen is meer alfa-selectief en stereoselectiever dan die van de overeenkomstige grignard- of organocalciumverbindingen. Het metalloceen (Cp*)2Ba is eveneens beschreven.

### Organoradiumverbindingen
Met radium is maar een verbinding bekend: acetylide.